# امیدآباد (گنبد کاووس)
امیدآباد، روستایی است از توابع بخش مرکزی شهرستان گنبد کاووس در استان گلستان ایران.

## جمعیت
این روستا در دهستان سلطانعلی قرار داشته و براساس سرشماری سال ۱۳۸۵جمعیت آن ۷۴۰نفر (۱۴۸خانوار) بوده است.